# Crocomela orthocraspeda
Crocomela orthocraspeda är en fjärilsart som beskrevs av Erich Martin Hering 1925. Crocomela orthocraspeda ingår i släktet Crocomela och familjen björnspinnare. Inga underarter finns listade i Catalogue of Life.